# 조지 E. 베일런트

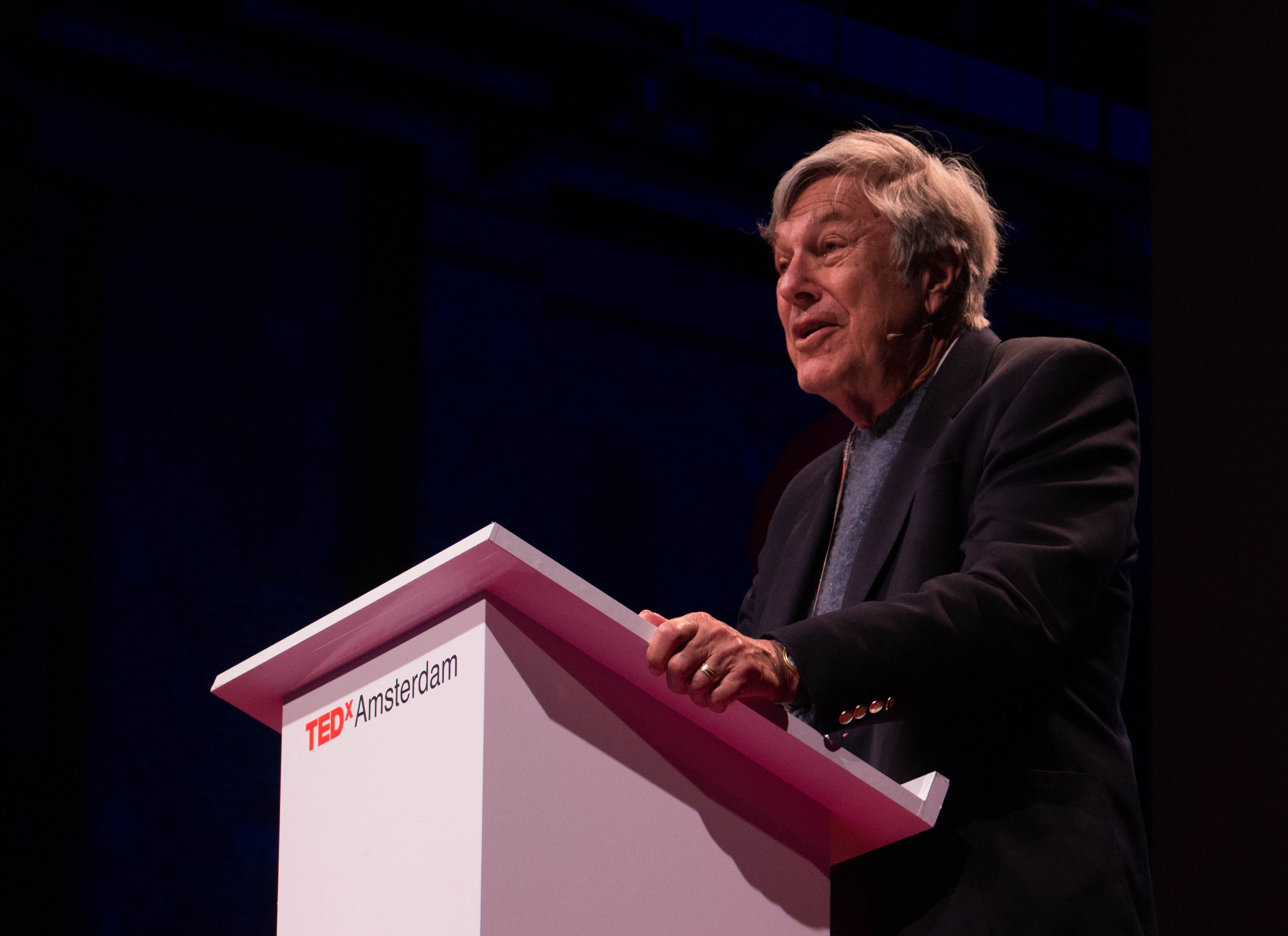
2014년 암스테르담에서 TED 강연에서 강연하는 조지 베일런트

조지 E. 베일런트(George Eman Vaillant, 1934년 - )는 하바드 의대 정신과 의사와 교수였다.  2003년까지 하버드대학교건강센터에서 성인발달 연구소장으로 30년을 보냈다. 724명의 남자와 여자를 60년 이상의 연구대상으로 관찰하였다. 세계에서 가장 오래 진행된 성인 발달 연구를 맡아온 미국의 정신과 전문의사이다. 1934년 뉴욕에서 태어났으며, 하바드병원외에 보스턴 브리검여성병원 정신의학분과 연구소장이다. 그의 연구분야는 심리적 방어기제에 관한 경험적 연구였으며, 이는 ‘성공적인 노화’와 ‘인간의 행복’에 관한 더욱 폭넓은 통찰로 이어졌다.  책으로 ≪영성의 진화, Spiritual Evolution≫ ≪성공적 삶의 심리학, Adaptation to Life≫ ≪자아의 지혜, Wisdom of the Ego≫ 등이 있다. 조지 베일런트가 쓴 <행복의 조건>은 1938년에 시작된 하버드대학교 성인발달연구 결과를 요약한 책으로, 서로 다른 능력과 배경을 가진 세 종류의 집단을 전 생애에 걸쳐 관찰한 결과를 분석하여 행복에 대하여 결론을 준다. 세개 집단은 먼저 하버드대학교 법대 졸업생, 두번째로 중산층 출신의 아이큐 140 이상 여성 천재 집단,  세번째로는 대도시 중심부 지역의 저소득층 고등학교 중퇴자 집단이 그것이다. 이 책에서는 배경과 능력이 다른 사람들이 어떠한 자세와 방식으로 성공적하거나 실패한 삶을 살아왔는가를 분석한 내용이다. 이 연구에서 베일런트는 인간이 건강하고 행복하게 늙기 위해 갖추어야 할 7가지 요소를 제시한다. 고난과 불행에 대응하는 성숙한 방어기제, 교육, 안정된 결혼생활, 금연, 금주, 운동, 알맞은 체중이다.

## 행복의 조건
조지 베일런트는 자신의 아버지 조지 크랩 베일런트(George Clapp Vaillant)가 1945년 자살한 것에 충격을 받고 정신과의사가 되기로 다짐하게 되었다고 한다. 조지 E. 베일런트가 연구한 인생성장보고서의 성과들은 다음과 같다. 첫번째, 우리에게 일어났던 나쁜 일들이 우리 미래를 결정하는 것이 아니다. 행복한 노년은 우연히 만난 훌륭한 인물들 덕분에 보장되기도 한다. 두번째, 인간관계의 회복은 감사하는 자세와 관대한 마음으로 상대방의 내면을 들여다볼 때 이루어진다고 한다. 세번째, 은퇴하고 나서도 즐겁고 창조적인 삶을 누리며, 그리고 오래된 친구들을 잃더라도 젊은 친구들을 사귀는 법을 배운다면 그러면 수입을 늘리는 것보다 한층 더 즐겁게 살 수 있다고 한다. 네번째, 객관적으로 신체건강이 양호한 것보다 주관적으로 건강상태가 좋다고 느끼는 것이 성공적인 노화에 훨씬 중요한 요소라고 한다. 다시 말해, 스스로 자신이 병자라고 느끼지 않는 한 아프더라도 남이 생각하는 것만큼 고통스럽지 않을 수 있다고 한다. 50대라면 건강하고 장수하기 위해서라도 병원가는 것보다는 배우는 데 시간을 더 투자하고, 80대라면 50대 이후 사람의 삶을 결정하는 가장 중요한 변수는 47세 무렵까지 만들어놓은 인간관계라고 설명한다.

## 책
- Vaillant, GE (1977), Adaptation to Life, Boston, MA, Little, Brown, 1977 (also Lippincott Williams & Wilkins, Hardcover, 396pp ISBN 0-316-89520-2) [also German, Korean and Chinese translations] (Reprinted with a new preface in 1995 by Harvard University Press, Cambridge, MA)
- Vaillant, GE (1983), Natural History of Alcoholism, Cambridge, MA, Harvard University Press
- Vaillant, GE (1992), Ego Mechanisms of Defense: A Guide for Clinicians and Researchers, Washington, DC, American Psychiatric Press
- Vaillant, GE (1993), The Wisdom of the Ego, Cambridge, MA, Harvard University Press, ISBN 0-674-95373-8
- Vaillant, GE (1995), The Natural History of Alcoholism Revisited, Cambridge, MA, Harvard University Press, [also (Brazilian) Portuguese translation]
- Vaillant, GE (2002), Aging Well, Boston, Little Brown, ISBN 0-316-09007-7
- Vaillant, GE (2008), Spiritual Evolution: A Scientific Defense of Faith, Broadway Books, ISBN 0-7679-2657-9
- Vaillant, GE (2012), Triumphs of Experience: The Men of the Harvard Grant Study, Belknap Press, ISBN 0-674-05982-4